# Grand Prix Formule 1 van Saoedi-Arabië 2023
De Grand Prix Formule 1 van Saoedi-Arabië 2023 werd verreden op 19 maart op het Jeddah Corniche Circuit in Jeddah. Het was de tweede race van het seizoen.

## Vrije trainingen

### Uitslagen
- Enkel de top vijf wordt weergegeven.

| Vrije training 1 | Pos. | Nr. | Coureur         | Constructeur               | Tijd     |
| ---------------- | ---- | --- | --------------- | -------------------------- | -------- |
| Vrije training 1 | 1    | 1   | Max Verstappen  | Red Bull Racing-Honda RBPT | 1:29.617 |
| Vrije training 1 | 2    | 11  | Sergio Pérez    | Red Bull Racing-Honda RBPT | 1:30.100 |
| Vrije training 1 | 3    | 14  | Fernando Alonso | Aston Martin-Mercedes      | 1:30.315 |
| Vrije training 1 | 4    | 18  | Lance Stroll    | Aston Martin-Mercedes      | 1:30.577 |
| Vrije training 1 | 5    | 63  | George Russell  | Mercedes                   | 1:30.771 |
| Vrije training 2 | Pos. | Nr. | Coureur         | Constructeur               | Tijd     |
| Vrije training 2 | 1    | 1   | Max Verstappen  | Red Bull Racing-Honda RBPT | 1:29.603 |
| Vrije training 2 | 2    | 14  | Fernando Alonso | Aston Martin-Mercedes      | 1:29.811 |
| Vrije training 2 | 3    | 11  | Sergio Pérez    | Red Bull Racing-Honda RBPT | 1:29.902 |
| Vrije training 2 | 4    | 31  | Esteban Ocon    | Alpine-Renault             | 1:30.039 |
| Vrije training 2 | 5    | 63  | George Russell  | Mercedes                   | 1:30.070 |
| Vrije training 3 | Pos. | Nr. | Coureur         | Constructeur               | Tijd     |
| Vrije training 3 | 1    | 1   | Max Verstappen  | Red Bull Racing-Honda RBPT | 1:28.485 |
| Vrije training 3 | 2    | 11  | Sergio Pérez    | Red Bull Racing-Honda RBPT | 1:29.098 |
| Vrije training 3 | 3    | 14  | Fernando Alonso | Aston Martin-Mercedes      | 1:29.483 |
| Vrije training 3 | 4    | 18  | Lance Stroll    | Aston Martin-Mercedes      | 1:29.509 |
| Vrije training 3 | 5    | 44  | Lewis Hamilton  | Mercedes                   | 1:29.568 |

## Kwalificatie
Sergio Pérez behaalde de tweede pole position in zijn carrière.
| Pos.                   | Nr. | Coureur          | Constructeur               | Kwalificatietijden | Kwalificatietijden | Kwalificatietijden | Grid  |
| Pos.                   | Nr. | Coureur          | Constructeur               | Q1                 | Q2                 | Q3                 | Grid  |
| ---------------------- | --- | ---------------- | -------------------------- | ------------------ | ------------------ | ------------------ | ----- |
| 1                      | 11  | Sergio Pérez     | Red Bull Racing-Honda RBPT | 1:29.244           | 1:28.635           | 1:28.265           | 1     |
| 2                      | 16  | Charles Leclerc  | Ferrari                    | 1:29.376           | 1:28.903           | 1:28.420           | 12 *1 |
| 3                      | 14  | Fernando Alonso  | Aston Martin-Mercedes      | 1:29.298           | 1:28.757           | 1:28.730           | 2     |
| 4                      | 63  | George Russell   | Mercedes                   | 1:29.592           | 1:29.132           | 1:28.857           | 3     |
| 5                      | 55  | Carlos Sainz jr. | Ferrari                    | 1:29.411           | 1:28.957           | 1:28.931           | 4     |
| 6                      | 18  | Lance Stroll     | Aston Martin-Mercedes      | 1:29.335           | 1:28.962           | 1:28.945           | 5     |
| 7                      | 31  | Esteban Ocon     | Alpine-Renault             | 1:29.707           | 1:29.255           | 1:29.078           | 6     |
| 8                      | 44  | Lewis Hamilton   | Mercedes                   | 1:29.689           | 1:29.374           | 1:29.223           | 7     |
| 9                      | 81  | Oscar Piastri    | McLaren-Mercedes           | 1:29.706           | 1:29.378           | 1:29.243           | 8     |
| 10                     | 10  | Pierre Gasly     | Alpine-Renault             | 1:29.890           | 1:29.411           | 1:29.357           | 9     |
| 11                     | 27  | Nico Hülkenberg  | Haas-Ferrari               | 1:29.547           | 1:29.451           |                    | 10    |
| 12                     | 24  | Zhou Guanyu      | Alfa Romeo-Ferrari         | 1:29.654           | 1:29.461           |                    | 11    |
| 13                     | 20  | Kevin Magnussen  | Haas-Ferrari               | 1:29.744           | 1:29.517           |                    | 13    |
| 14                     | 77  | Valtteri Bottas  | Alfa Romeo-Ferrari         | 1:29.929           | 1:29.668           |                    | 14    |
| 15                     | 1   | Max Verstappen   | Red Bull Racing-Honda RBPT | 1:28.761           | 1:49.953           |                    | 15    |
| 16                     | 22  | Yuki Tsunoda     | AlphaTauri-Honda RBPT      | 1:29.939           |                    |                    | 16    |
| 17                     | 23  | Alexander Albon  | Williams-Mercedes          | 1:29.994           |                    |                    | 17    |
| 18                     | 21  | Nyck de Vries    | AlphaTauri-Honda RBPT      | 1:30.244           |                    |                    | 18    |
| 19                     | 4   | Lando Norris     | McLaren-Mercedes           | 1:30.447           |                    |                    | 19    |
| Q1 107% tijd: 1:34.974 |     |                  |                            |                    |                    |                    |       |
| DNQ                    | 2   | Logan Sargeant   | Williams-Mercedes          | 2:08.510 *2        |                    |                    | 20    |

*1 Charles Leclerc kwalificeerde zich als tweede maar kreeg een gridstraf van 10 plaatsen voor het overschrijden van quota van het aantal controle-elektronica-elementen.

*2 Logan Sargeant zette een tijd buiten de 107% limiet neer maar mag van de stewards wel aan de wedstrijd deelnemen.

## Wedstrijd
Sergio Pérez behaalde de vijfde Grand Prix-overwinning in zijn carrière. 
| Pos.               | Nr. | Coureur          | Constructeur               | Rondes | Tijd / Oorzaak Uitval | Grid | Punten |
| ------------------ | --- | ---------------- | -------------------------- | ------ | --------------------- | ---- | ------ |
| 1                  | 11  | Sergio Pérez     | Red Bull Racing-Honda RBPT | 50     | 1:21:14.894           | 1    | 25     |
| 2                  | 1   | Max Verstappen   | Red Bull Racing-Honda RBPT | 50     | +5.355                | 15   | 19S    |
| 3                  | 14  | Fernando Alonso  | Aston Martin-Mercedes      | 50     | +20.728 *1            | 2    | 15     |
| 4                  | 63  | George Russell   | Mercedes                   | 50     | +25.866               | 3    | 12     |
| 5                  | 44  | Lewis Hamilton   | Mercedes                   | 50     | +31.065               | 7    | 10     |
| 6                  | 55  | Carlos Sainz jr. | Ferrari                    | 50     | +35.876               | 4    | 8      |
| 7                  | 16  | Charles Leclerc  | Ferrari                    | 50     | +43.162               | 12   | 6      |
| 8                  | 31  | Esteban Ocon     | Alpine-Renault             | 50     | +52.832               | 6    | 4      |
| 9                  | 10  | Pierre Gasly     | Alpine-Renault             | 50     | +54.747               | 9    | 2      |
| 10                 | 20  | Kevin Magnussen  | Haas-Ferrari               | 50     | +1:04.826             | 13   | 1      |
| 11                 | 22  | Yuki Tsunoda     | AlphaTauri-Honda RBPT      | 50     | +1:07.494             | 16   |        |
| 12                 | 27  | Nico Hülkenberg  | Haas-Ferrari               | 50     | +1:10.588             | 10   |        |
| 13                 | 24  | Zhou Guanyu      | Alfa Romeo-Ferrari         | 50     | +1:16.060             | 11   |        |
| 14                 | 21  | Nyck de Vries    | AlphaTauri-Honda RBPT      | 50     | +1:17.478             | 18   |        |
| 15                 | 81  | Oscar Piastri    | McLaren-Mercedes           | 50     | +1:25.021             | 8    |        |
| 16                 | 2   | Logan Sargeant   | Williams-Mercedes          | 50     | +1:26.293             | 20   |        |
| 17                 | 4   | Lando Norris     | McLaren-Mercedes           | 50     | +1:26.445             | 19   |        |
| 18                 | 77  | Valtteri Bottas  | Alfa Romeo-Ferrari         | 49     | +1 ronde              | 14   |        |
| DNF                | 23  | Alexander Albon  | Williams-Mercedes          | 27     | Remmen                | 17   |        |
| DNF                | 18  | Lance Stroll     | Aston Martin-Mercedes      | 16     | Motor                 | 5    |        |
| Bron: formula1.com |     |                  |                            |        |                       |      |        |

S Max Verstappen reed voor de tweeëntwintigste keer in zijn carrière een snelste ronde en behaalde hiermee een extra punt.

*1 Fernando Alonso eindigde als derde met een achterstand van 20.728 seconden op Sergio Pérez. Alonso kreeg echter een tijdstraf van 10 seconden na de race voor het aanraken van de jack-up (krik) met de auto bij de pitstop (aanraken van de auto mag niet voordat de straf van 5 seconden is uitgevoerd die Alonso kreeg voor het verkeerd opstellen van de wagen op de grid). Aston Martin tekende protest aan, met succes. Het team maakte met voorbeelden duidelijk dat het toucheren van de auto met een krik niet wordt gezien als het ‘werken aan de auto’ en dat dit normaal gezien niet wordt bestraft. De FIA-stewards hebben de teamleiding daarop gelijk gegeven.

## Tussenstanden wereldkampioenschap
Betreft tussenstanden voor het wereldkampioenschap na afloop van de race.

### Coureurs
| Pos. | Nr. | Coureur          | Constructeur               | Punten |
| ---- | --- | ---------------- | -------------------------- | ------ |
| 1    | 1   | Max Verstappen   | Red Bull Racing-Honda RBPT | 44     |
| 2    | 11  | Sergio Pérez     | Red Bull Racing-Honda RBPT | 43     |
| 3    | 14  | Fernando Alonso  | Aston Martin-Mercedes      | 30     |
| 4    | 55  | Carlos Sainz jr. | Ferrari                    | 20     |
| 5    | 44  | Lewis Hamilton   | Mercedes                   | 20     |
| 6    | 63  | George Russell   | Mercedes                   | 18     |
| 7    | 18  | Lance Stroll     | Aston Martin-Mercedes      | 8      |
| 8    | 16  | Charles Leclerc  | Ferrari                    | 6      |
| 9    | 77  | Valtteri Bottas  | Alfa Romeo-Ferrari         | 4      |
| 10   | 31  | Esteban Ocon     | Alpine-Renault             | 4      |

### Constructeurs
| Pos. | Constructeur               | Punten |
| ---- | -------------------------- | ------ |
| 1    | Red Bull Racing-Honda RBPT | 87     |
| 2    | Aston Martin-Mercedes      | 38     |
| 3    | Mercedes                   | 38     |
| 4    | Ferrari                    | 26     |
| 5    | Alpine-Renault             | 8      |
| 6    | Alfa Romeo-Ferrari         | 4      |
| 7    | Haas-Ferrari               | 1      |
| 8    | Williams-Mercedes          | 1      |
| 9    | AlphaTauri-Honda RBPT      | 0      |
| 10   | McLaren-Mercedes           | 0      |